# IC 5286
IC 5286 — галактика типу Sbc (компактна витягнута спіральна галактика) у сузір'ї Індіанець.
Цей об'єкт міститься в оригінальній редакції індексного каталогу.